# Hierodulella soror
Hierodulella soror es una especie de mantis de la familia Mantidae.

## Distribución geográfica
Se encuentra en las islas Molucas (Indonesia).